# Von-Voss-Cherstvoy-Syndrom
Das Von-Voss-Cherstvoy-Syndrom ist eine sehr seltene angeborene Fehlbildung mit den Hauptmerkmalen Phokomelie der Arme, Enzephalozele und weitere Fehlbildungen des Gehirnes, Anomalien des Harn- und Geschlechtsapparates sowie einer Thrombozytopenie.
Synonyme sind: DK-Phokomelie-Syndrom; Phokomelie – Thrombozytopenie – Enzephalozele – urogenitale Fehlbildungen.
Die Bezeichnung bezieht sich auf die Erstautoren der Erstbeschreibung aus dem Jahre 1978 durch H. von Voss und Mitarbeiter und aus dem Jahre 1980 durch die weißrussischen (damals UdSSR) Ärzte E. Cherstvoy und Mitarbeiter.

## Verbreitung und Ursache
Die Häufigkeit wird mit unter 1 zu 1.000.000 angegeben, bislang wurde über weniger als 15 Betroffene berichtet. Die Vererbung erfolgt autosomal-rezessiv. Bislang ist eine Ursache noch nicht gesichert.

## Klinische Erscheinungen
Klinische Kriterien sind:
- Manifestation vorgeburtlich oder als Neugeborenes
- Phokomelie der oberen Gliedmaßen, von Radiusaplasie bis Amelie reichend
- Enzephalozele, verschiedene Hirnfehlbildungen, die geistige Entwicklung kann normal verlaufen
- Anomalien des Urogenitaltraktes
- Thrombozytopenie

## Diagnose
Die Diagnose ergibt sich aus der Kombination klinischer Befunde.